# Добрівляни (Дрогобицький район)
Добрівля́ни (англ. Dobrivliany) — село в Україні, у Дрогобицькій міській громаді Дрогобицького району Львівської області.

## Історія
Село засноване неподалік від зруйнованого та спаленого татарами містечка Теренці, на полі, де «добре росли льони» — звідси й назва, яка з часом злилася в одне слово — Добрівляни.
Перша збережена письмова згадка про село належить до 1392 року. У 1705 році від чуми померло до половини мешканців Добрівлян. Тоді українців переселили в північну частину села, і вона дістала назву Руської, а привезених із польських земель мазурів-колоністів поселили в південній частині села, і її назвали Польською.
У 1872 році через село прокладено залізницю Стрий — Дрогобич — Самбір, споруджено залізничну станцію.
До 1914 року в Добрівлянах проживало 2 024 українці, 32 поляки, 42 євреї. У 1939 році проживало 2 200 українців, 40 поляків, 30 євреїв. Був панський фільварок (власник — Котуля), відділення пошти, телеграфу, поліції. У 1920—1930-х роках в селі активно діяла група КПЗУ, чисельністю до 60 осіб. Їй протистояла група національно свідомих селян, об'єднаних навколо читальні «Просвіти».
У радянські часи в селі вибухнула хімічна станція місцевого колгоспу імені Кірова.
У Добрівлянах розташована дерев'яна церква Покрова Пресвятої Богородиці 1875 року побудови.
12 червня 2020 року, відповідно з розпорядження Кабінету Міністрів України № 718-р «Про визначення адміністративних центрів та затвердження територій територіальних громад Львівської області», село увійшло до складу Дрогобицької міської громади.

## Персоналії
- Берегуляк Іван — підхорунжий УСС, похований в селі Вівся Тернопільської області.
- Берегуляк Остап (1912—1990) — художник.
- Бойко Роман Ярославович (1978-2022) - учасник російсько-української війни, який загинув під час російського вторгнення в Україну. Кавалер ордена «За мужність» III ступеня (2023, посмертно).
- Бульо Віра (нар. 1943) — кандидат хіміко-біологічних наук.
- Дуцяк Іван (1949—2006) — кандидат фізико-математичних наук.
- Захарія Йосип Андрійович (1923—2021) — кандидат технічних наук, професор Львівської політехніки.
- Захарія (Западнюк) Катерина Андріївна (1926—2012) — доктор медичних наук, професор.
- Захарія (Демидюк) Марія Григорівна (1918—2020) — кандидат сільськогосподарських наук.
- Касим Галина (нар. 1972) — кандидат педагогічних наук.
- Костюк Йосип (1929—1991) — кандидат технічних наук.
- Нижник Віра Дмитрівна
- Нижник Ігор Йосипович (1935—2013) — музикант, поет.
- Пархуць Ганна Йосипівна (нар. 1942) — вишивальниця, заслужений майстер народної творчості України.
- Римар Олександр (нар. 1943) — кандидат технічних наук.
- Сивохіп Іван Федорович (1907—1991) — український радянський партійний діяч, депутат Народних Зборів Західної України (1939), голова Самбірського міськвиконкому Львівської області. Депутат Дрогобицької обласної ради 2—3-го скликань.
- Сіраковський Іван (1910—1981) — член КПЗУ, депутат Народних Зборів Західної України (1939).
- Сорока Іван (1910—1944) — хоровий диригент.
- Сорока Роман (1936—2009) — хоровий і оркестровий диригент.
- Стеців Степан (1905—1964) — художник.
- Щербак (Стецик) Марія Степанівна (нар. 1965) — кандидат філологічних наук, доцент Дрогобицького державного педагогічного університету імені Івана Франка.